# 妓王

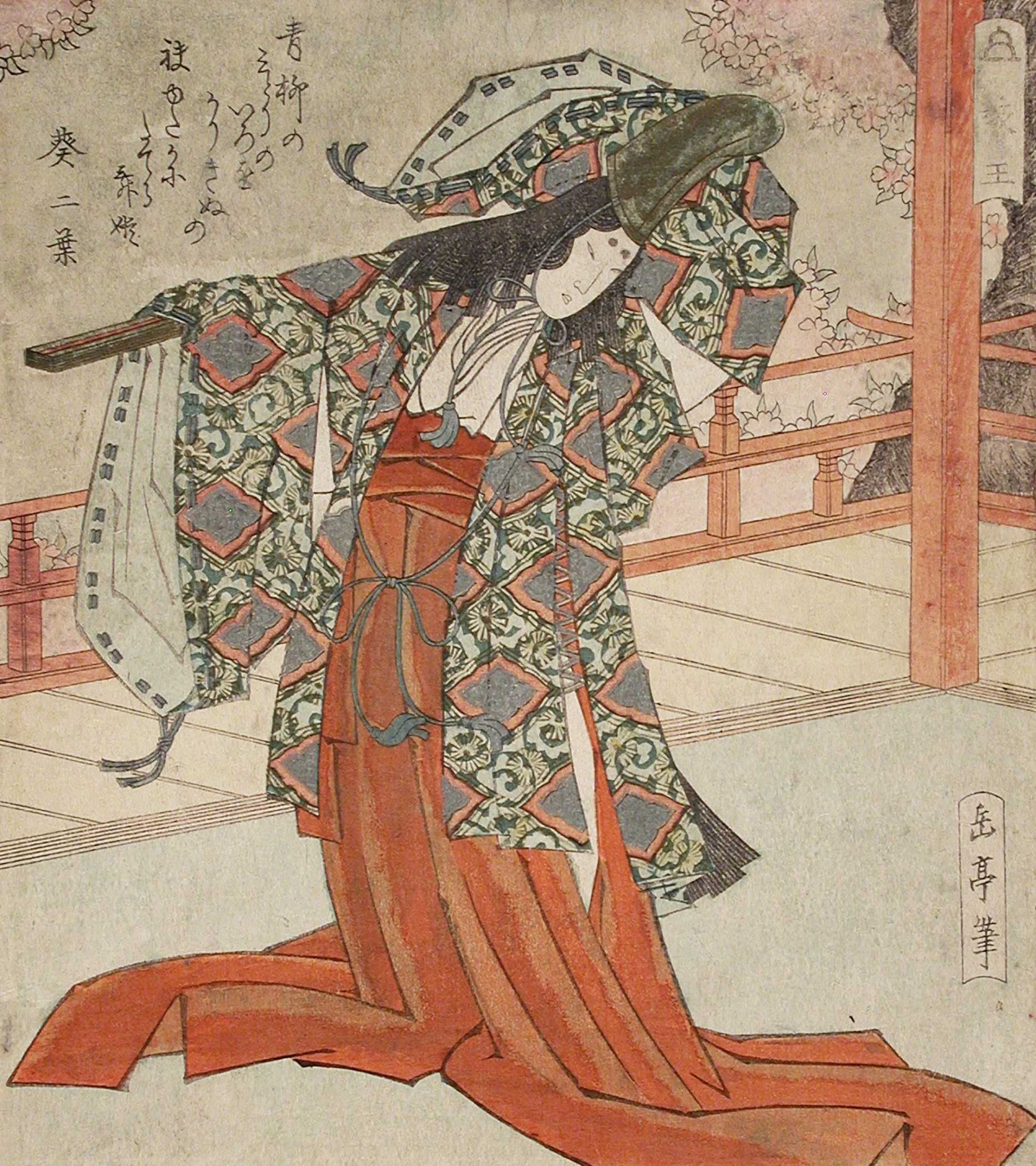
岳亭筆「妓王」

妓王（ぎおう）は、『平家物語』に登場する白拍子。祇王、義王とも。
平清盛に寵愛されたが、仏御前に寵愛が移ると冷遇され、屈辱から自害を決するが母に止められ出家する。

## 表記
平家物語の諸本により表記は異なり、妓王は流布本や米沢本における表記である。ほかには祇王、義王がある。原平家と呼ばれる古本には登場せず、13世紀中頃にその逸話が挿入されるようになったと見られている。このため諸本によって挿入される箇所はまちまちである。

## 平家物語における妓王説話
『平家物語』諸本では加賀国で生まれたとされる。母の刀自、妹の妓女とともに、京都で有名な白拍子となり、平清盛に寵愛された。干ばつで苦しむ故郷の村人を救うために、生まれ故郷の野洲に水路を作るよう清盛に頼んだ。そして、その川は祇王井川と呼ばれ現存する。その後、入道相国（清盛）の寵は仏御前に移り、妓王にはぱったりそばに召す沙汰がこなくなってしまう。仏はそもそも技量に恃んで飛び込みで芸を売込んだのだが、清盛に門前払いをくらうところを妓王に取りなしてもらった建前、彼女に恩義を感じ、声をかけるようにうながしたところ逆効果で、清盛は妓王を追い出せと命ずる。去り際に妓王が障子に書き残した一首が、
萌え出づるも 枯るるも同じ 野辺の草 いづれか秋に あはで果つべき
である。支給も止められた冷遇の末、仏御前の慰め役までやらされるという屈辱を味わわされた。この際には「仏も昔は凡夫なり我らもついに仏なり」と歌った。自殺も考えた妓王であるが、母・刀自の説得で思い止まり、母と妹の妓女とともに嵯峨往生院（現・祇王寺）へ仏門に入る。当時21歳だったとされる。

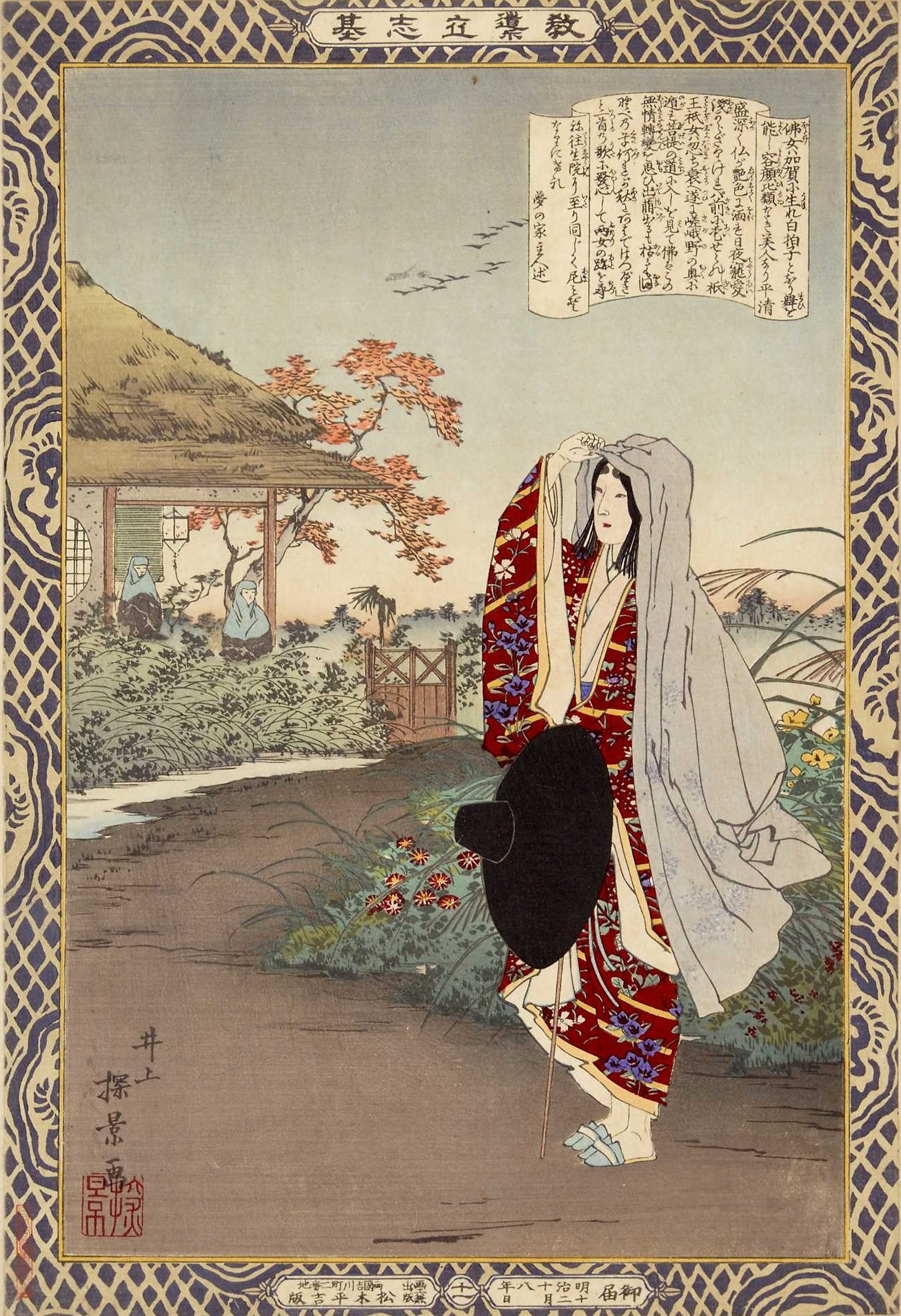
妓王の残した和歌に共感した仏御前は、出家した妓王妓女姉妹が母と暮らす庵に向かい、ともに仏道に精進する。井上探景の錦絵。教導立志基の教訓絵

しかし仏御前も妓王の歌を読んだことからこの世の栄華は儚いものであると悟り、清盛の元を去って出家し、妓王たちのもとを訪れた。仏御前を恨む心を持っていた妓王だったが、栄華を振り捨てて出家した仏御前を見たことで、その恨みも霧散した。妓王たちは仏御前を迎え入れ、ともに念仏三昧の日を送った。妓王・妓女・刀自・仏御前の四人はそれぞれ往生の素懐を遂げ、長講堂の過去帳にも書き加えられた。

## 妓王の史跡

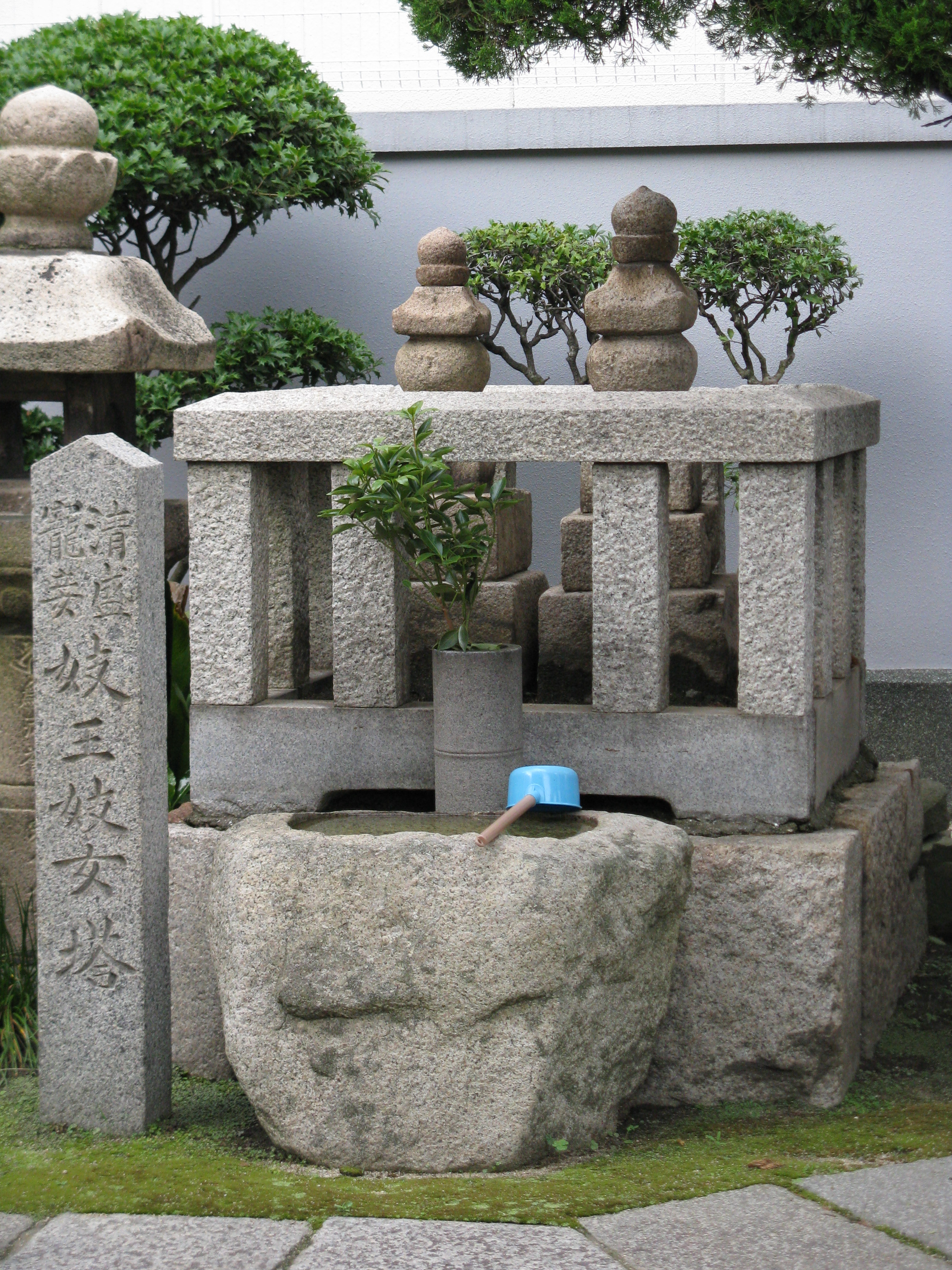
来迎寺（神戸市）妓王妓女塔。

近江国野洲郡（現・滋賀県野洲市）には妓王出生の地であるという伝承がある。明治27年（1894年）、野洲郡の中北村などの七ヶ村が合併して祇王村を称し、昭和30年（1955年）に野洲町と合併するまで続いた。江戸時代前期の万治元年（1658年）に成立した「義王堂縁起」では、この地に流れる祗王井川は妓王が清盛に依頼して掘削させた用水路であるとされ、その完成の翌年に清盛によって妓王寺が建立されたとされる。妓王寺の近くには妓王・妓女の出生屋敷の跡の石碑が存在している。また『紀伊名所絵図』などには紀伊国粉河村（現和歌山県紀の川市）が出生地であるという伝承もある。
奥嵯峨の祇王寺には「性如禅尼承安二年壬辰八月十五日寂」という石碑が残されている。「性如禅尼」を妓王の事とすれば、承安2年8月15日（1172年9月4日）に死去したとされている。また自俳句の世界では「祇王忌」は旧暦2月14日とされ、春の季語になっている。また兵庫県神戸市の来迎寺には、妓王と妓女の墓とされる妓王妓女塔が存在している

## 関連作品
映画
- 武蔵坊弁慶（1942年、東宝） - 演：石上都
- 壇の浦夜枕合戦記（1977年、日活） - 演：山科ゆり

テレビドラマ
- 新・平家物語（1972年、NHK大河ドラマ） - 演：波乃久里子
- 雪の華（1982年、TBS） - 演：菅原園美
- 源義経（1991年、日本テレビ） - 演：岸田今日子（役名は「老婆」）
- 平清盛（2012年、NHK大河ドラマ） - 演：尾上紫

テレビアニメ
- 平家物語（2022年、フジテレビ） - 声：井上喜久子